# Fushimi
Cesarz Fushimi (jap. 伏見天皇 Fushimi tennō; ur. 10 maja 1265, zm. 8 października 1317 r.) – 92. cesarz Japonii, według tradycyjnego porządku dziedziczenia.
Przed wstąpieniem na tron nosił imię książę Hirohito (jap. 熈仁親王 Hirohito-shinnō).
Fushimi panował w latach 1287–1298.
Jego następcą został cesarz Go-Fushimi.
Mauzoleum cesarza Fushimi znajduje się w Kioto. Nazywa się ono Fukakusa no kita no misasagi.